# Leuvense Poort ('s-Hertogenbosch)
De Leuvense Poort was een van de vijf stadspoorten van de vestingwerken in 's-Hertogenbosch in de stadsmuur die voor 1225 werd gebouwd. Hoewel het grootste deel van de Leuvense Poort in 1813 gesloopt werd, is een deel ervan nog steeds te herkennen.
De stadsmuur van 1225 omringde slechts de directe omgeving van de Markt, zo’n negen hectare. In latere eeuwen is er een nieuwe muur gebouwd die het centrum vergrootte tot ongeveer honderd hectare. Sindsdien is de Leuvense Poort niet meer in gebruik als stadspoort.
De poort is in opdracht van Napoleon afgebroken, omdat hij er met zijn legers niet vlot doorheen kon komen. Voordat de poort in 1813 grotendeels werd gesloopt, had ze andere functies, waaronder die van gevangenis. Bij de sloop is een deel van de noordelijke toren blijven staan; dit bevindt zich in de panden voor de hoek met de Korte Waterstraat.
Een afbeelding van de poort is te zien op de hoek van de Hinthamerstraat en het Rozemarijnstraatje.

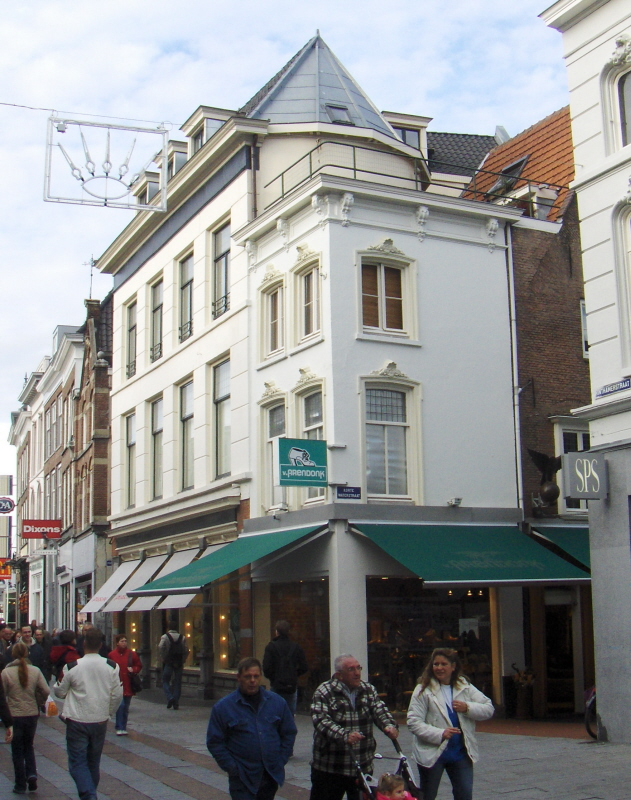
Noordelijke toren

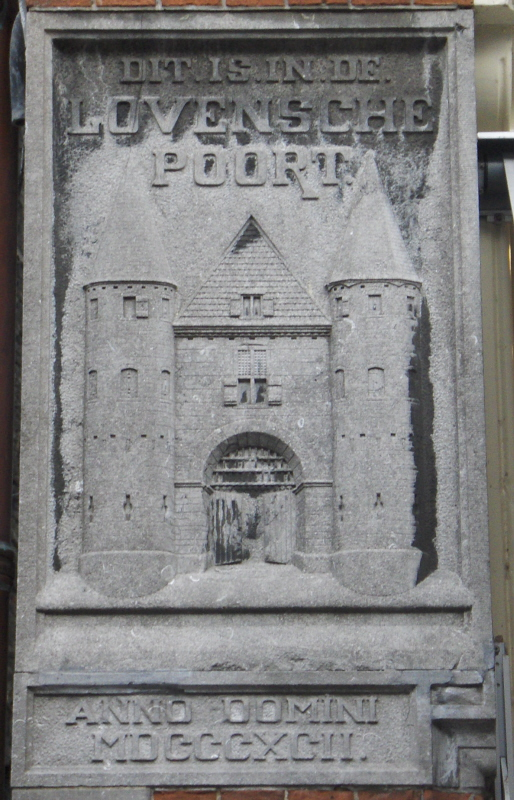
Leuvense poort